# Evangelische Pfarrkirche Deutsch Kaltenbrunn

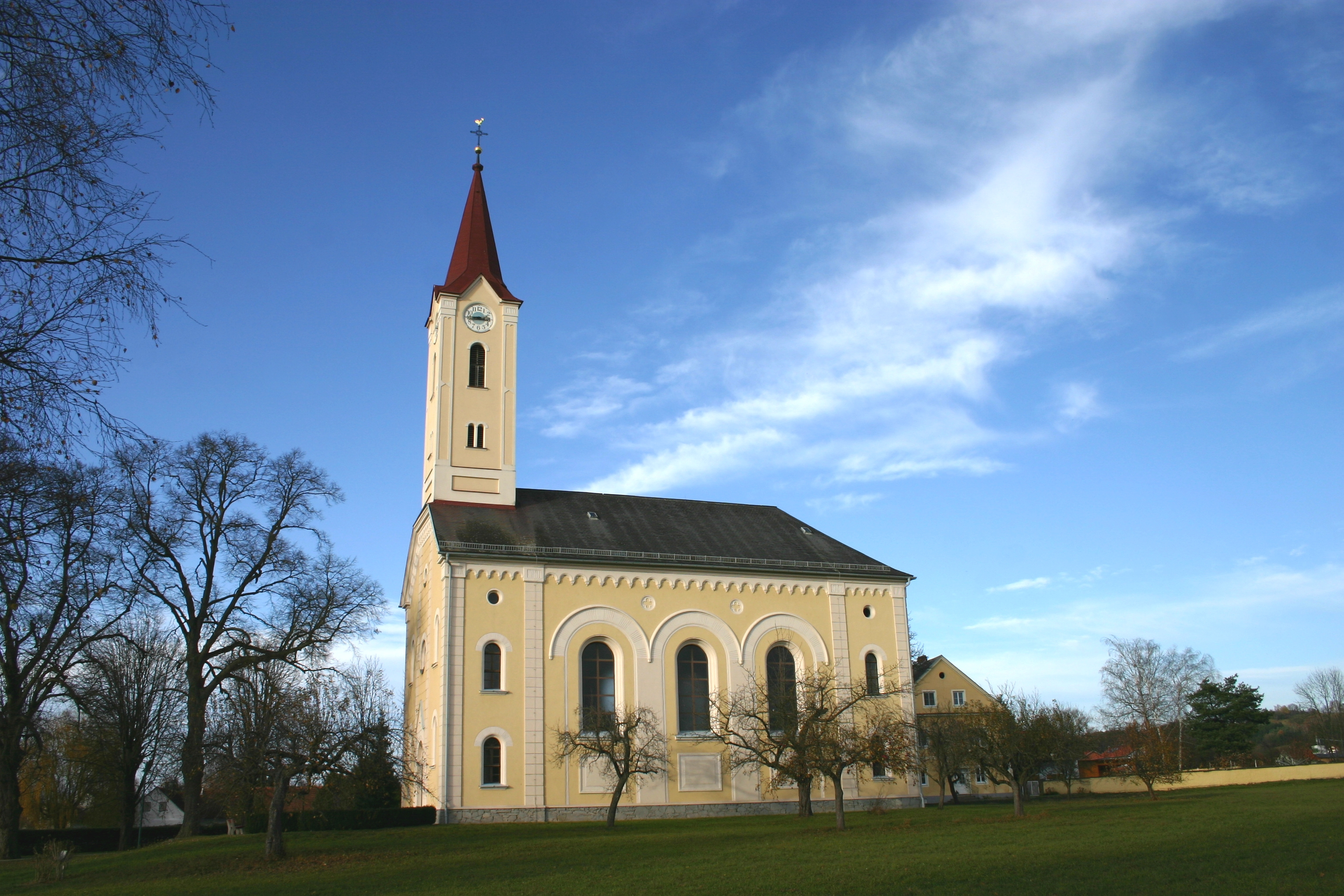
Evangelische Pfarrkirche

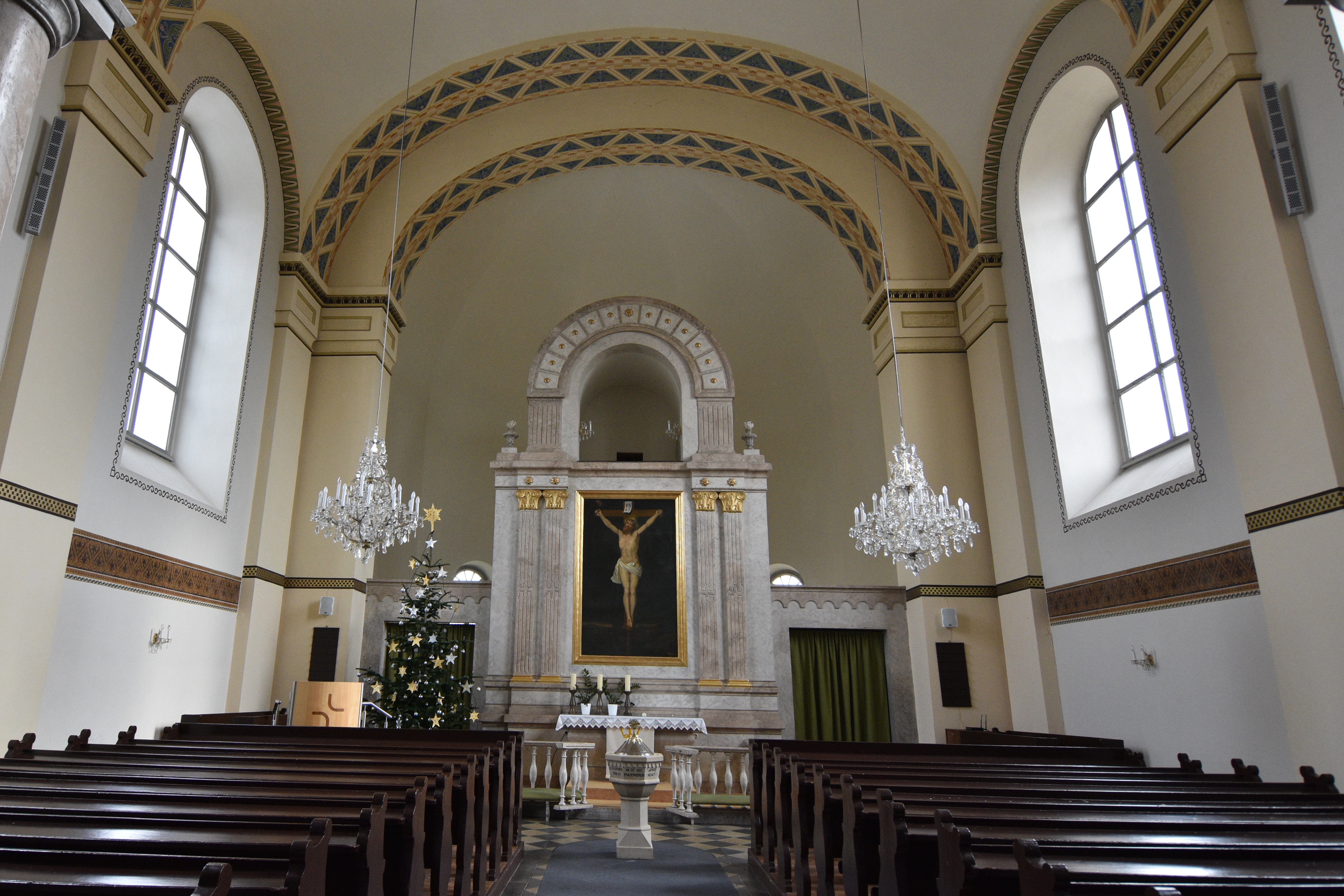
Innenansicht der Kirche

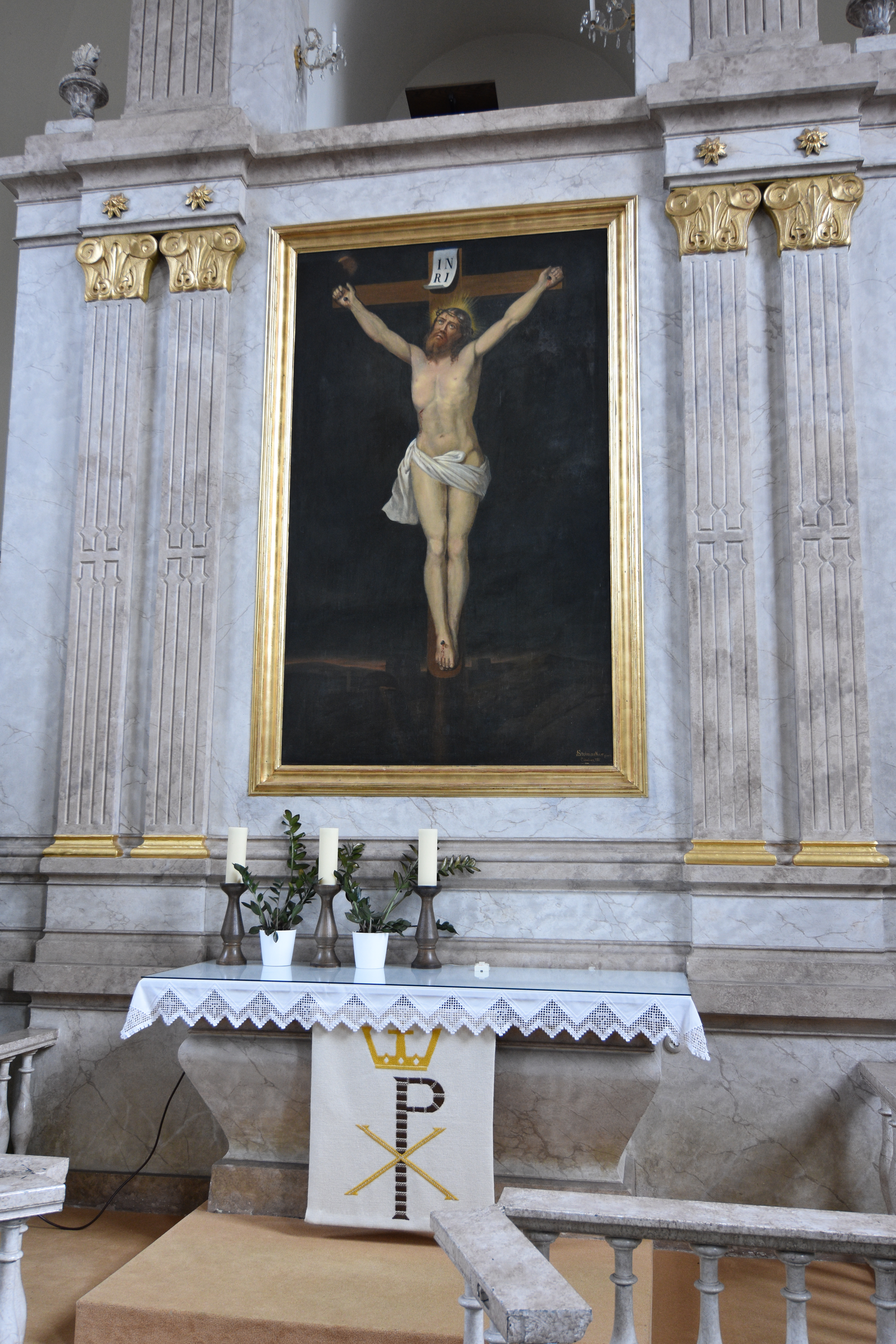
Der Kanzelaltar

Die Evangelische Pfarrkirche A. B. ist ein evangelisch-lutherisches Kirchengebäude in Deutsch Kaltenbrunn im Burgenland.
Die evangelische Pfarre wurde im Jahre 1618 gegründet, wurde dann zu einer Filialgemeinde von Kukmirn, und wurde im Jahre 1862 im Zuge der Errichtung eines Kirchenbaus im historistischen Stil im Jahre 1861 wieder eine selbständige Pfarre.
Die einschiffige dreijochige Saalkirche mit großer Empore und einer Polygonalapsis hat einen schlanken Fassadenturm im Westen. Die Fassade der Kirche zeigt spätromanische und frühgotische Formen. Das Platzlgewölbe hat eine Wandmalerei mit einer Ornamentik im Jugendstil.
Der Kanzelaltar aus dem Jahre 1917 trägt ein Ölbild Kreuzigung des Malers Carl Steinacker aus Ödenburg aus dem Jahre 1861. Die Orgel stammt von Josef Huber aus Eisenstadt.